# 카테고리아 프리메라 B
카테고리아 프리메라 B(스페인어: Categoría Primera B)는 콜롬비아의 남자 축구 2부리그이다. 1991년 4월 30일에 설립되었다.